# موطن خنفساء البقول

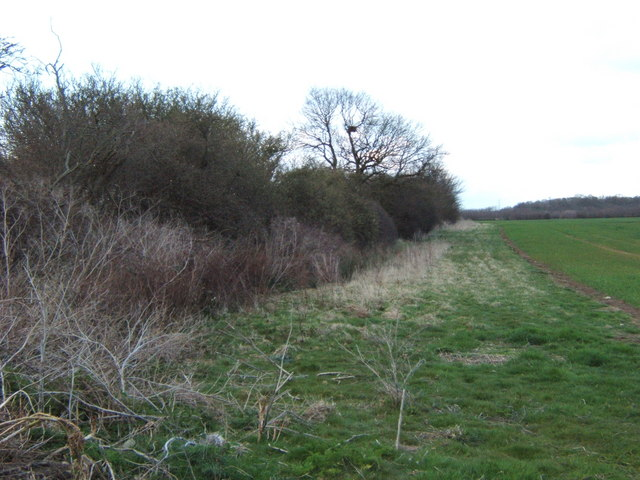

موطن خنفساء البقول في الزراعة وأعمال البستنة هي شكل من مكافحة الحشرات بيولوجيا. وهو حقل مزروع بحشائش (حزمة حشائش) ونباتات معمرة داخل محاصيل الحقل والحدائق والذي يعد موطنًا للحشرات النافعة والطيور وحيوانات المنطقة الأخرى التي تفترس الآفات.

## الاستخدام
مواطن خنفساء البقول مختلقة كلها من النباتات مثل: عباد الشمس وفول النخيل والقنطريون العنبري والكزبرة والحمحم والموهلينبيرجيا والعزم والحنطة السوداء(Eriogonum spp). خنفساء البقول تستخدم لتقليل أو إحلال مكان استخدام المبيدات الحشرية وتستطيع أيضًا أن تعمل كموطن الطيور والقوارض التابعة. على سبيل المثال: الحشرات مثل كريستوبيرتا كارنيا والذبابة النمسية التي تستطيع افتراس الآفات. تم تطوير المفهوم بمسئولية حماية الحياة البرية والصيد في مشاركة مع جامعة ساوثامبتون.
خصائص أخرى مهمة يمكن أن توفر موطن للملقحات والأصناف المعرضة للخطر. إذا كان استخدام النباتات الأصلية المحلية والمتوطنة ووسط أحياء حيوانات المنطقة والحياة النباتية والمحلية مدعومًا.

### تاريخ المصطلح
طبقا لمسودة مارس 2005 داخل قاموس أكسفورد الإنجليزي، فإن المصطلح تم استخدامه لأول مرة في بدايات عام 1990 وفي نماذج منشورة تتضمن قضية 22 أغسطس عام 1992 للعلامة الجديد وفي مرجع 12 أكتوبر 1994 في قطاع حماية المجتمع.
مراجع